# Galeria Faras im. Profesora Kazimierza Michałowskiego w Muzeum Narodowym w Warszawie
Galeria Faras im. Profesora Kazimierza Michałowskiego w Muzeum Narodowym w Warszawie – galeria stała Muzeum Narodowego w Warszawie, prezentująca głównie zabytki sztuki i kultury nubijskiej okresu chrześcijańskiego. W nowocześniej zaaranżowanej ekspozycji pokazywany jest m.in. unikalny w skali światowej zbiór malowideł i elementów architektonicznych z katedry w Faras, odkrytej przez polską misję archeologiczną kierowaną przez prof. Kazimierza Michałowskiego. 

## Historia galerii

### Prace archeologiczne na terenie Faras

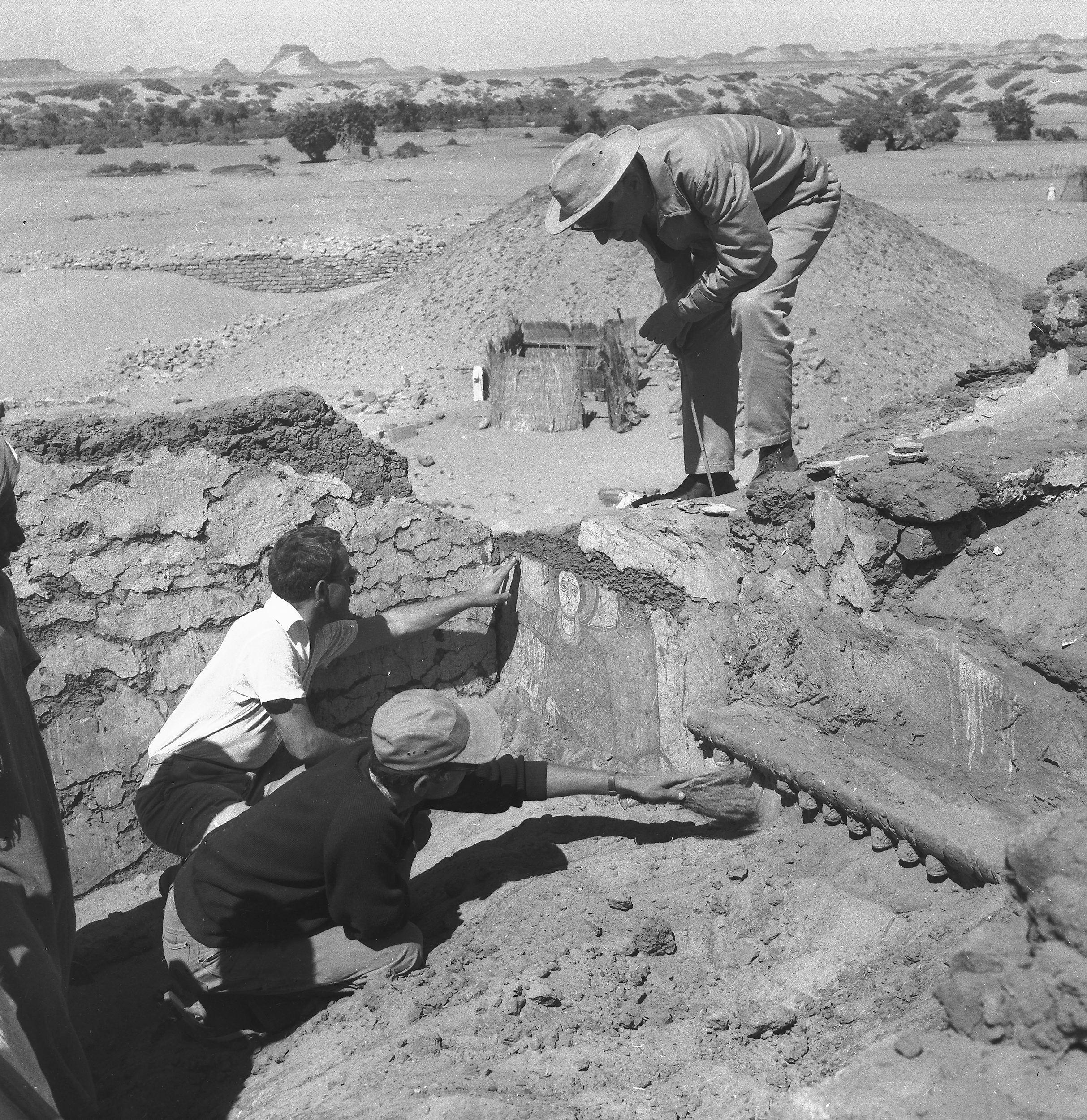
Prace archeologiczne w Faras

Większość dzieł eksponowanych w Galerii Faras trafiło do Muzeum Narodowego w Warszawie za sprawą pracy polskich archeologów pracujących przy wielkiej międzynarodowej akcji ratowania pozostałości dawnych kultur Doliny Nilu, zwaną Kampanią Nubijską, która miała miejsce w latach 1961–1964 i była objęta patronatem UNESCO. Archeologowie odkryli wówczas na terenie miasta Faras (starożytnego Pachoras), tuż przy granicy sudańsko-egipskiej dobrze zachowane ruiny kolejno nadbudowywanych obiektów sakralnych z okresu między VII a XIV wiekiem. Odnaleźli tam malowidła o tematyce religijnej, które znajdowały się na ścianach ruin.

### Zdejmowanie malowideł ze ścian katedry
Aby zdjąć malowidła ze ścian katedry i przenieść je na specjalnie przygotowane ekrany należało przede wszystkim zabezpieczyć i utwardzić powierzchnię dla zapobieżenia spękaniom - w tym celu przykrywano lica dzieł arkuszami bibułki japońskiej, a potem żelazkami na długich drążkach wprasowano w powierzchnię malowideł przez bibułkę jedną lub dwie warstwy mieszaniny z wosku pszczelego, żywicy weneckiej i kalafonii ogrzanych do odpowiedniej temperatury. Konieczne było oddzielanie warstw mieszaniny warstwami gazy. W górne części malowideł wprasowywano pasy płótna i przyszywano do nich sznury. Następnie odcinano fragmenty tynku z malowidłami z pomocą noży i pił. Wtedy można było przenieść odcięte od ścian fragmenty malowideł na drewniane konstrukcje (ekrany) i przymocować je do nich, Konieczne było usuwanie nadmiaru tynku z odwrotnej strony malowideł oraz wzmacnianie dzieł gipsem. Następnie zawijano dzieła w koce z bawełny i transportowano do muzeów w Warszawie i Chartumie. Tam poddano je gruntownej konserwacji i przygotowaniu do ekspozycji. Wtedy zdejmowano warstwy zabezpieczające lica malowideł, z odwrotnej strony usuwano warstwę oryginalnego, silnie zasolonego tynku, a następnie przenoszono cienką warstwę pobiały (ok. 2–3 mm) z malowidłem na sztuczne podłoże.
Zdejmowanie malowideł ze ściany umożliwiło dotarcie do wcześniejszych warstw tynków, na których również znajdowały się przedstawienia.

### Przewiezienie zabytków do Polski
Do Polski przewieziono 67 przedstawień malarskich oraz wiele innych dzieł z Faras. Pierwsze trafiły do Warszawy w 1962 roku. Do dziś zbiór Muzeum Narodowego w Warszawie stanowi największy i najcenniejszy zespół zabytków pozyskany do polskich zbiorów muzealnych, który pochodzi z wykopalisk archeologicznych prowadzonych za granicą kraju.  

### Znaleziska z terytoriów innych niż Faras
Od czasu ratunkowej Kampanii Nubijskiej wzrosło zainteresowanie naukowców Sudanem i jego dawnymi kulturami. Od lat polscy archeologowie prowadzą w tym rejonie badania i wykopaliska (w ośrodkach takich jak Stara Dongola, stolica królestwa Makurii, Banganarti czy rejon IV katarakty Nilu). Dzięki temu Galeria Faras w Muzeum Narodowym w Warszawie stale powiększa swoje zbiory o nowe znaleziska.

### Otwarcie galerii

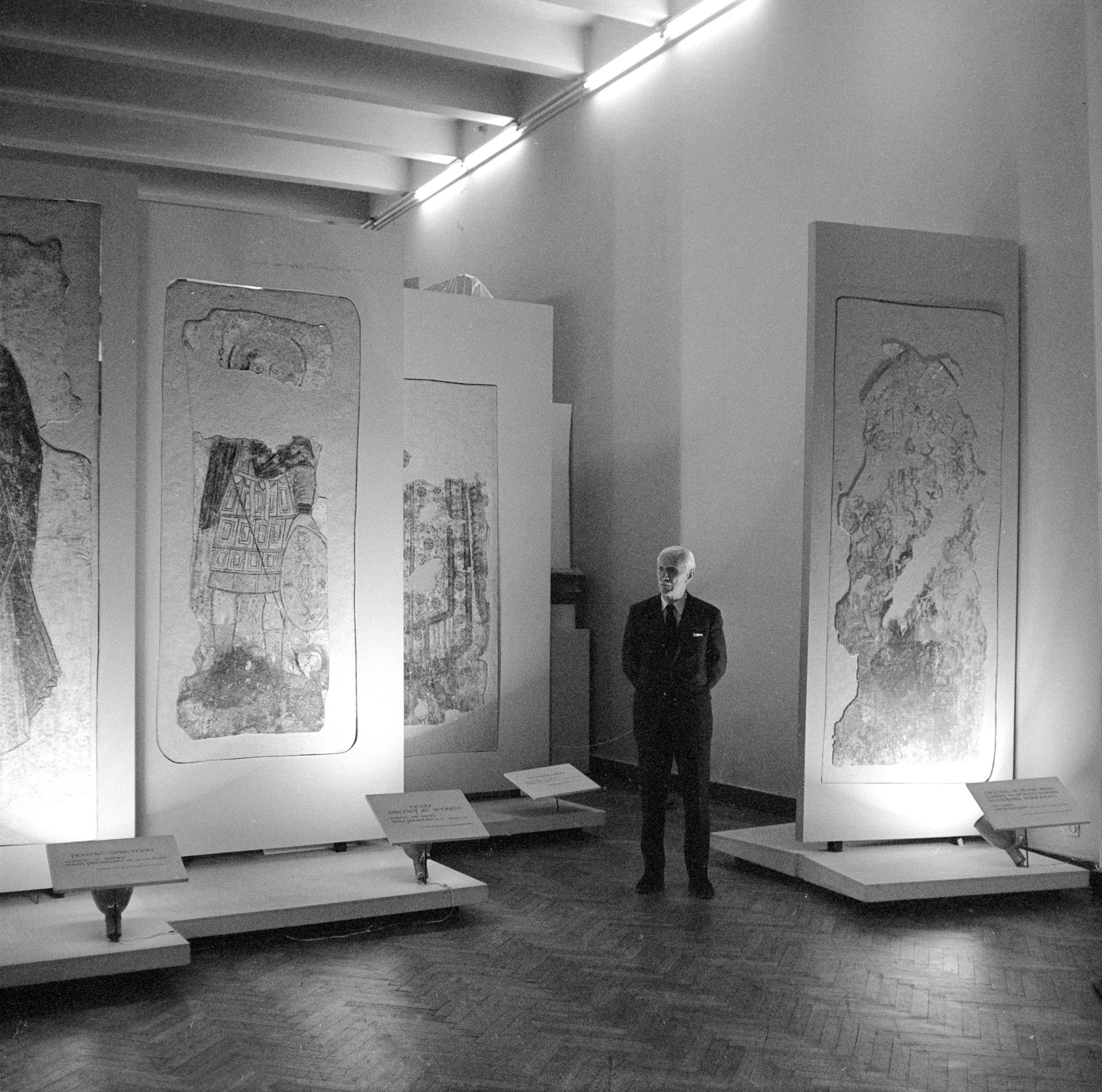
Malowidła z Faras przygotowywane do pierwszej ekspozycji i prof. Kazimierz Michałowski (fot. Harry Weinberg)

Galeria Faras w Muzeum Narodowym w Warszawie została udostępniona zwiedzającym w 1972 roku. Jej otwarciu towarzyszyły obrady pierwszego kongresu nubiologicznego. Podczas niego ogłoszono powstanie nowej dyscypliny naukowej, nubiologii.

### Przebudowa Galerii: jesień 2014
17 października 2014 roku Galeria Faras została otwarta na nowo po przebudowie i dokonaniu nowej aranżacji. Odtąd dzieła prezentowane są według nowego scenariusza. Autorami projektu architektonicznego przebudowy i modernizacji Galerii Faras są Mirosław Orzechowski i Grzegorz Rytel. Autorką koncepcji merytorycznej Galerii jest Bożena Mierzejewska. Fundatorem nowej Galerii Faras jest Wojciech Pawłowski z rodziną, który całkowicie sfinansował modernizację. Otwarcie Galerii Faras zostało objęte honorowymi patronatami UNESCO oraz Ministra Kultury i Dziedzictwa Narodowego Małgorzaty Omilanowskiej.
Jak piszą twórcy projektu przebudowy Galerii, w pracy nad projektem nowej aranżacji starano się uzyskać nastrój charakterystyczny dla historycznego wnętrza sakralnego, jednak bez dosłownych odniesień do architektury katedry w Faras. Sala mieszcząca główną ekspozycję malowideł ściennych ma hierarchiczny, kierunkowy charakter. Poprzeczne arkady wydzielają kolejne aneksy. Osiowa kompozycja arkad zamknięta jest absydą. Znajdują się tam malowidła rozmieszczone podobnie jak w świątyni w Faras. W sali głównej wschodniego traktu galerii na dłuższych ścianach wprowadzono płytkie arkady. Blendy w arkadach podkreślone są kolorem, dla stworzenia odpowiedniego tła do ekspozycji malowideł i kamiennych detali architektonicznych. Posadzka galerii wyłożona jest tym samym gatunkiem kamienia, który ułożony był w hallu głównym i na schodach reprezentacyjnych Muzeum Narodowego w Warszawie 80 lat temu. Wyeliminowano dostęp dziennego światła dla kontroli natężenia, barwy i kierunku padania oświetlenia i przez to – dla właściwej ekspozycji nubijskich dzieł. Całość dopełniają nagrania oryginalnych koptyjskich śpiewów liturgicznych, które są odtwarzane w tej części galerii.
We wschodnim trakcie galerii wyznaczona została specjalna przestrzeń dla multimediów. 

### Projekt Faras 3D
Jest to prezentowana w ramach ekspozycji cyfrowa rekonstrukcja wnętrza katedry w technologii stereoskopowej 3D. Ma ona również na celu przypomnienie postaci i osiągnięć profesora Kazimierza Michałowskiego, kierownika prac archeologicznych w Faras i patrona galerii. Autorem projektu Faras 3D jest Władysław Jurkow – reżyser filmowy, dziennikarz, twórca filmów dokumentalnych i kurator wystaw sztuki współczesnej. Film został wyprodukowany przez Fundację Wyższej Szkoły Artystycznej Homo Faber we współpracy ze studiem filmowym Arkadia Film oraz Muzeum Narodowym w Warszawie. Oglądając przestrzenną rekonstrukcję katedry można zobaczyć prezbiterium, nawy, kaplice i przedsionek oraz pierwotne rozmieszczenie malowideł, którymi pokryte były ściany kościoła. Film pokazuje nie tylko zabytki prezentowane w Galerii Faras, ale także te, które znalazły się w Muzeum Narodowym Sudanu w Chartumie. Rekonstrukcję uzupełniają pokazy filmów archeologicznych i archiwalnych fotografii wykonanych podczas prac polskich naukowców na terenie Faras. Projekt został wyróżniony w międzynarodowym konkursie MUSE Awards, organizowanym przez Amerykańskie Stowarzyszenie Muzeów.

## Ekspozycja

### Sala I: znaleziska z pierwszej katedry w Faras
W sali I prezentowane są obiekty pochodzące z katedry w Faras, takie jak między innymi fragment fryzu z absydy pierwszej katedry, inskrypcja fundacyjna biskupa Paulosa, upamiętniająca odnowienie i odbudowę przez biskupa Paulosa w 707 roku „świętego miejsca katolickiego i apostolskiego kościoła Boga”, bloki z inskrypcjami, fragmenty nadproży. Obiekty te ściśle wiążą się z historią faraskiej katedry i jej licznymi przebudowami, które miały miejsce od VII do XIV wieku. Katedra powstała na fundamentach starszego kościoła, zbudowanego na planie bazyliki w początkach VII wieku. Pod nim odkryto fragmenty jeszcze starszej budowli z suszonej cegły.

### Sale II i III: przestrzeń dla multimediów
W salach II i III można obejrzeć filmy dotyczące historii odkryć, samej Nubii oraz Kampanii Nubijskiej, a także malowideł, ich stylu i ikonografii. Prezentowane są tutaj fotografie z kampanii archeologicznych oraz zdjęcia dzieł, które trafiły do Sudańskiego Muzeum Narodowego w Chartumie. W przestrzeni dla multimediów wspominana jest również postać profesora Kazimierza Michałowskiego, wybitnego polskiego archeologa, odkrywcy katedry i patrona galerii.

### Sala IV: elementy dekoracji architektonicznej z terenu Faras i malowidła z klatki schodowej prowadzącej do galerii nad nawami katedry w Faras
Podczas prac archeologicznych na terenie miasta Faras oraz samej katedry odnaleziono wiele elementów dekoracji architektonicznej: kapiteli kolumn, gzymsów, nadproży zdobionych płaskorzeźbionymi dekoracjami, przedstawieniami zwierząt i symbolami chrześcijańskimi (przede wszystkim krzyż, ale także ryba, kogut, orzeł, gołąb). Budowniczowie miasta wykorzystywali wtórnie kamienne bloki pokryte hieroglifami, pochodzące ze świątyń faraońskich. Dekoracje przeznaczone do kościołów były wykonywane przez miejscowych rzemieślników. Zdobili je oni motywami krzyża o różnych formach. Oprócz tego na murach najstarszych kościołów w Faras widniały dawne symbole meroickie i egipskie, takie jak lew, anch – egipski hieroglif oznaczający „życie”, w którym chrześcijanie widzieli wówczas znak krzyża oraz kwiat lotosu. We wnętrzu Galerii Faras prezentowane są kapitele, gzymsy, nadproża i inne elementy dekoracji architektonicznej charakterystyczne dla Nubii.
Mury świątyń w Faras dekorowały również malowidła ścienne. W sali IV prezentowane są malowidła z klatki schodowej prowadzącej do galerii nad nawami katedry i przedsionka północnego, takie jak Anioł Pański z mieczem, Matka Boska z Dzieciątkiem (Eleusa) czy Majestat Krzyża (Maiestas Crucis). Zapewne ich fundatorami byli wierni. 

### Sala V: obiekty związane z pochówkiem zmarłych

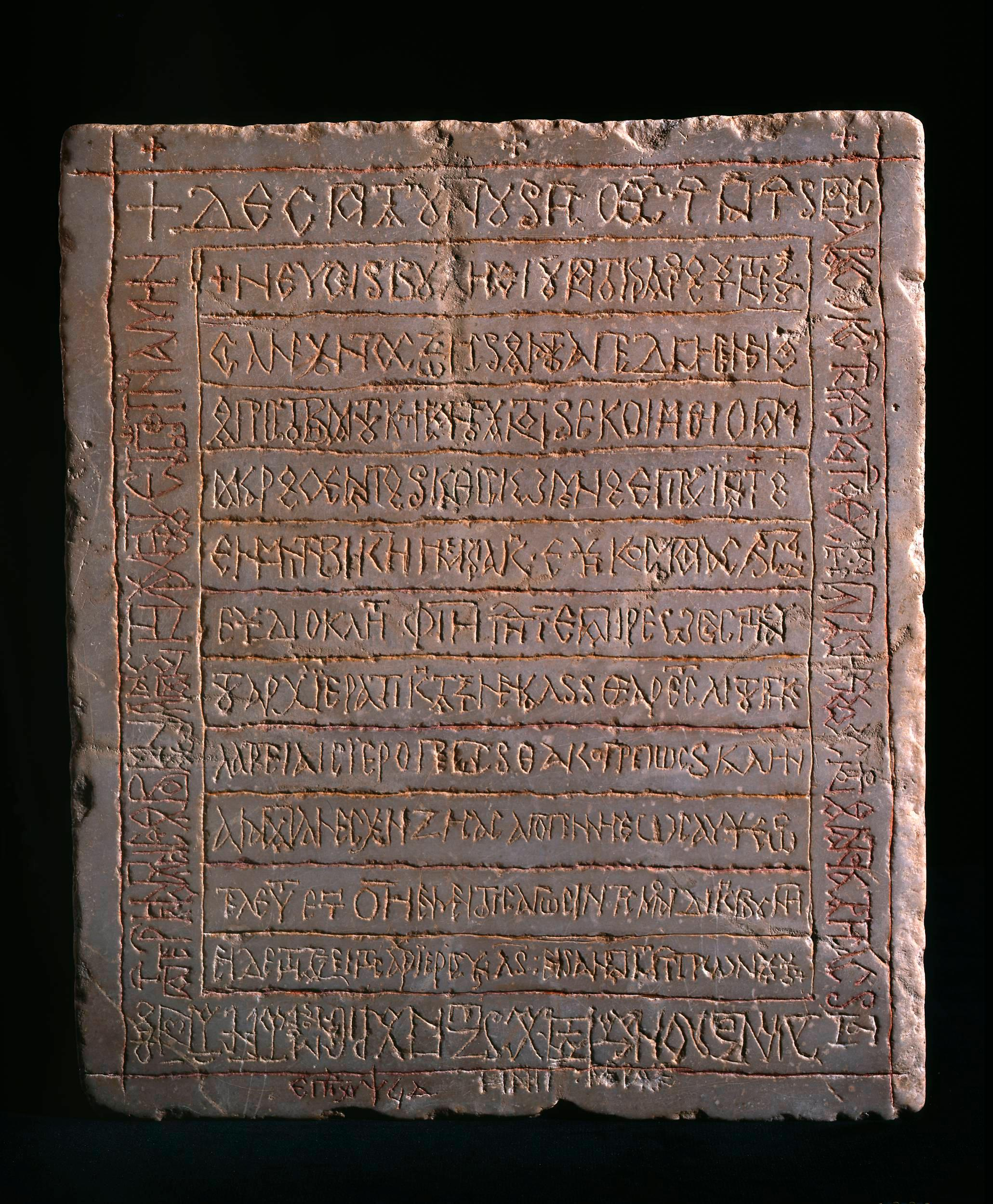
Prezentowane na Sali V Epitafium biskupa Ignatiosa (802 r.)

W tej sali prezentowane są przedmioty związane z pochówkami biskupów Faras. Większość z nich odnaleziono w komorach grobowych lub konstrukcjach nagrobnych. Są to epitafia i przedmioty takie jak naczynia do wody czy krzyże napierśne, z którymi biskupi zostali pochowani. 
Szesnastu biskupów z Faras zostało pochowanych w bezpośrednim sąsiedztwie świątyni lub w jej wnętrzu. Informacji o tożsamości zmarłych dostarczyły teksty epitafiów w językach greckim i koptyjskim. Oprócz tego, na wielu epitafiach wyryto teksty modlitw za zmarłych. W Sali V znajdują się epitafia m.in. biskupa Ignatiosa, biskupa Maththaiosa, biskupa Stefanosa.

### Sala VI: katedra
Sala VI zaprojektowana jest w taki sposób, aby oddać charakter świątyni, poprzeczne arkady wydzielają kolejne aneksy, w których prezentowane są ścienne malowidła, rozmieszczone w podobny sposób jak w katedrze w Faras. Kompozycję arkad zamknięto absydą. W tej sali prezentowane są malowidła w większości zdjęte ze ścian narteksu, nawy północnej, prezbiterium oraz kaplic ze strony południowej. Malowidła te datowane są na okres pomiędzy VII a XIV wiekiem i znajdowały się na różnych warstwach tynku (co związane jest z wielokrotnymi przebudowami katedry i pokrywaniem jej ścian kolejnymi malowidłami). Prezentowane są między innymi wizerunki chrystologiczne, maryjne, przedstawienia archaniołów i aniołów, świętych, biskupów oraz władców. Wykonane są w technice al secco (malowane na suchym tynku, w odróżnieniu od al fresco – na świeżym tynku). 
Do najbardziej charakterystycznych wizerunków prezentowanych w sali VI Galerii Faras należą: przedstawienie świętej Anny, świętego Jana Chryzostoma, Archaniołów Michała i Gabriela, biskupów Marianosa i Petrosa ze świętymi patronami, wizerunki Matki Boskiej różnych typów ikonograficznych (Matka Boska z Dzieciątkiem, Eleusa, Galaktotrophousa) i wiele innych.

### Sala VII: krzyże z kręgu Kościoła wschodniego
Ta część galerii poświęcona jest krzyżom różnego pochodzenia i różnych typów. Zgromadzono krzyże ręczne, procesyjne, pektoralne (napierśne) z terenów Etiopii, Egiptu, Rumunii, Huculszczyzny, Ukrainy, Rusi i Rosji. Prezentowane są również enkolpiony, czyli zawieszki w postaci krzyży i ikon, które są charakterystyczne dla prawosławnej tożsamości. Kolekcja staroruskich krzyży i ikon napierśnych liczy około 80 obiektów i jest największym tego rodzaju zbiorem w Polsce. 

#### Kolekcja krzyży etiopskich
Krzyże etiopskie i przedmioty służące w liturgii z tamtego terenu w kolekcji Muzeum Narodowego w Warszawie pochodzą z dwóch źródeł: przekazanego w depozyt wieczysty zbioru dra Wacława Korabiewicza oraz kolekcji – daru dla Muzeum przekazanego przez prof. Stanisława Chojnackiego. Najliczniejszą grupę z prezentowanych w galerii stanowią krzyże ręczne, noszone prawdopodobnie już w VI wieku w Etiopii. Były one popularne nie tylko wśród mnichów i kapłanów, ale także pielgrzymów. Krzyże ręczne przechodziły często w rodzinie z pokolenia na pokolenie. Oprócz tego w kolekcji znajdują się krzyże na szyję oraz enkolpiony. Przedstawione są również nieco większe krzyże liturgiczne, do używania których uprawnieni byli tylko kapłani w celu błogosławienia wiernych na zakończenie liturgii. Osobną grupę tworzą jeszcze większe, około 50-centymetrowe zazwyczaj drewniane lub metalowe krzyże służące do okadzeń oraz krzyże procesyjne, zwykle wykonane z metalu. 

#### Kolekcja krzyży ruskich
Wiele krzyży pochodzących z terenów Rusi, m.in. Rusi Kijowskiej oraz Nowogrodu to enkolpiony – krzyże-zawieszki, krzyże relikwiarzowe oraz plakiety-zawieszki. Część z nich posiada inskrypcje z tekstami modlitw, przedstawienia cerkwi, sceny z życia Chrystusa, wizerunki świętych. Krzyże datowane są na XI–XIX wiek. Najczęściej są to krzyże odlewane z brązu, czasem z reliefami.

#### Zbiór obiektów związanych ze staroobrzędowcami
W Galerii prezentowany jest spory zbiór krzyży, ołtarzyków i ikon związanych z rosyjskimi staroobrzędowcami, pochodzących głównie z regionu Guślic oraz z warsztatów z północnej Rosji. W tradycji tego wyznania przedmioty te miały istotną funkcję kultową, służąc pobożności prywatnej, będąc elementami domowych ikonostasów, ale również będąc przechowywanymi w molennach – domach modlitewnych wspólnot starowierskich. Obiekty te wykonane są głównie z mosiądzu, często zdobione były barwnymi emaliami.

### Sala VIII: obiekty z Nubii i chrześcijańskiego Egiptu

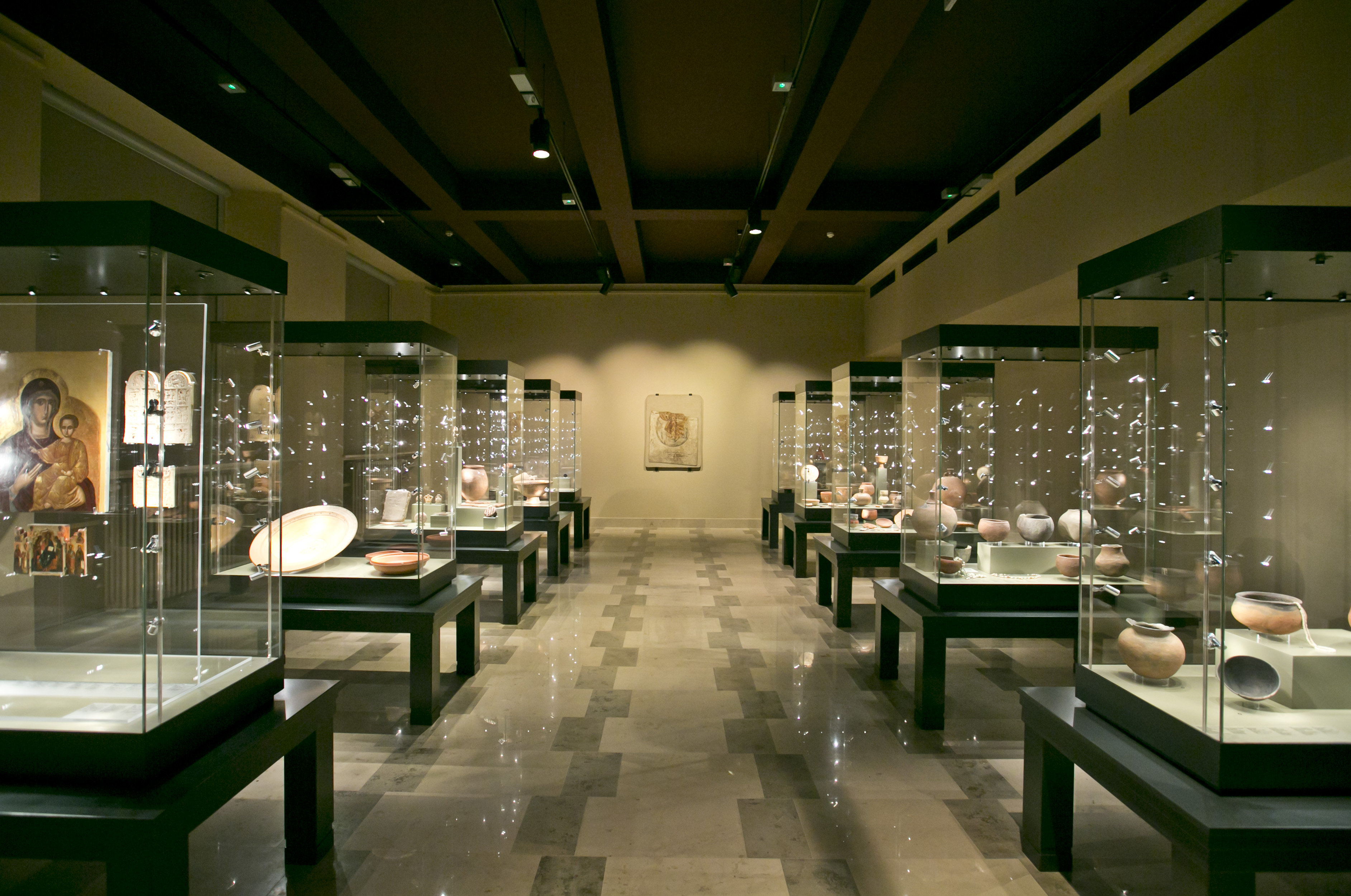
Widok na Salę VIII

Większość znalezisk na stanowiskach archeologicznych stanowią wyroby garncarskie. Znaczna większość znalezionych przez polskich archeologów zabytków tego typu z terenów Nubii pochodzi z okresu chrześcijańskiego. Wtedy to, szczególnie w okresie chrześcijańskim wczesnym i klasycznym (650–1000 rok) Faras było najważniejszym ośrodkiem wyrobu ceramiki na masową skalę w północnej Nubii. W X wieku z nieznanych powodów zaprzestano produkcji. 
W galerii prezentowane są również wyroby ceramiki koptyjskiej. Wyjątki stanowią naczynia pochodzące z wcześniejszych okresów: kermańskie, meroickie i postmeroickie. Pochodzą one z Faras i rejonu IV katarakty Nilu. 
Przedstawiona została również kolekcja tkanin koptyjskich pochodzących z Egiptu z czasów chrześcijańskich, która trafiła do Muzeum Narodowego w Warszawie w XIX i w początkach XX wieku za pośrednictwem antykwariuszy i prywatnych kolekcjonerów. 

### Prezentacje dzieł z Faras ze zbiorów Muzeum Narodowego w Warszawie poza Galerią

#### Depozyty
W depozycie w Muzeum Luwru znajduje się kilka zabytków z Faras, będących własnością Muzeum Narodowego w Warszawie. Są to m.in. nadproże i dwa malowidła – wizerunek Archanioła Michała oraz świętego arcybiskupa.

#### Wystawy
- grudzień 1962: wystawa wykopalisk z Faras w Warszawie, prezentacja między innymi malowideł Archanioł Michał i Święty Merkuriusz;
- 3 maja – 15 sierpnia 1963: międzynarodowa wystawa sztuki koptyjskiej w Villa Hügel w Essen, stamtąd przeniesienie dzieł na wystawy kolejno w Zurychu (Kunsthaus Zürich), Wiedniu (Museum für Völkerkunde) i Paryża (Petit Palais), następnie część z nich eksponowano w wielkim hallu siedziby UNESCO w Paryżu (prezentacja efektów Ratunkowej Kampanii Nubijskiej);
- październik 1967: wielka wystawa zabytków z Faras w Muzeum Narodowym w Warszawie, prezentacja 40 malowideł ściennych;
- 1968–1969: wystawa objazdowa zwana „cudem z Faras” – Berlin, Essen, Haga, Zurych, Wiedeń[4]
- 23 maja – 15 września 2002: wystawa Faras. Die Kathedrale aus dem Wüstensand, Kunsthistorisches Museum, Wiedeń[18].

## Nagrody i wyróżnienia
- XXXV Konkurs na Wydarzenie Muzealne Roku – Sybilla Grand Prix 2014 za Galerię Faras dla Muzeum Narodowego w Warszawie[1][19][20]
- XXXV Konkurs na Wydarzenie Muzealne Roku – Sybilla 2014 w kategorii „Wystawy historyczne i archeologiczne” dla Galerii Faras[1][19][20]
- Wyróżnienie w międzynarodowym konkursie MUSE Awards, przyznana przez Amerykańskie Stowarzyszenie Muzeów (American Alliance of Museums) 26 kwietnia 2015 dla prezentacji stereoskopowej FARAS 3D (integralnej części ekspozycji multimedialnej odnowionej Galerii Faras)[1][8]